# Пирас, Луиджи
Луиджи Пирас (итал. Luigi Piras; род. 22 октября 1954, Селарджус, Сардиния) — итальянский футболист, нападающий.

## Биография
Луиджи Пирас родился 22 октября 1954 года в итальянской коммуне Селарджус в семье, где было десять детей.
Занимался футболом в итальянском «Кальяри».
Играл в футбол на позиции нападающего. Дебютным в профессиональном футболе для Пираса стал сезон-1973/74, в котором он провёл в Серии А один матч за «Кальяри» и забил в нём гол. Ещё три поединка в том же сезоне он сыграл за «Торрес» из Сассари.
В 1974—1987 годах непрерывно выступал за «Кальяри», проведя шесть сезонов в Серии А (1974—1976, 1980—1983), сыграв 131 матч и забив 30 мячей. Ещё семь сезонов отыграл в Серии Б (1976—1979, 1983—1987), провёл 188 матчей, забил 56 мячей. В последних пяти сезонах был капитаном команды. В 1983 году стал последним футболистом, которому удалось забить вратарю Дино Дзоффу.
Сезон-1988/89, ставший последним в карьере, отыграл в «Ла-Пальме» из Кальяри.
В сезоне-1994/95 тренировал итальянский «Темпио».

## Семья
Младший брат — Пьер Паоло Пирас (род. 1964), итальянский футбольный тренер.